# Sitakare
Sitakare est une île d'Estonie en mer Baltique. Elle fait partie de la réserve naturelle des îlots de la région de Hiiumaa. 